# Luigi Cimnaghi
Luigi Cimnaghi (Meda, 10 agosto 1940 – Roma, 22 marzo 2024) è stato un ginnasta e dirigente sportivo italiano.
Partecipò a due Olimpiadi (1964, 1968), fu più volte Campione italiano di specialità, Segretario generale della Federazione Ginnastica Italiana dal 1985 al 1997, dirigente responsabile dello Stadio Olimpico di Roma dal 1999 al 2004.

## Biografia

### Carriera agonistica
Luigi Cimnaghi iniziò a praticare ginnastica artistica negli anni cinquanta del XX secolo, prima nella Società Forza e Virtù Meda (oggi Ginnastica Meda), poi alla Sampietrina di Seveso, infine alla Pro Patria Milano.
Nel 1962 entrò a far parte della Nazionale di ginnastica dei Menichelli e dei fratelli Giovanni e Pasquale Carminucci costituente già la più forte squadra maschile italiana del dopoguerra. L'esordio fu contro i “maestri” del Giappone, in preparazione delle Olimpiadi di Tokyo del 1964. Lo stesso anno egli partecipò ai Campionati del Mondo tenutisi a Praga, contribuendo al quinto posto della Nazionale.
Ai IV Giochi del Mediterraneo, disputatisi a Napoli nel 1963, Cimnaghi fece parte della squadra titolare, che vinse la medaglia d'oro nel concorso a squadre.
Alle Olimpiadi di Tokyo (1964), con l'arrivo di Luigi Cimnaghi e Bruno Franceschetti, la Nazionale italiana – sulla carta - divenne ancora più forte di quella che quattro anni prima, alle Olimpiadi di Roma, conquistò la medaglia di bronzo. Questa volta la squadra si classificò al quarto posto e nel concorso generale individuale Cimnaghi risultò ventunesimo, sopravanzando tutti i compagni di squadra, tranne Menichelli. Agli “assoluti”, Cimnaghi fu campione italiano di specialità alle parallele. L'anno successivo, aggiunse al titolo alle parallele anche quello al cavallo con maniglie.
Ai Campionati Mondiali di Dortmund del 1966, si classificò al 41º posto nel concorso generale, mentre la squadra ottenne un onorevole settimo posto. Cimnaghi si confermò Campione italiano di specialità alle parallele e al cavallo con maniglie.
Nel 1967, ai V Giochi del Mediterraneo disputati a Tunisi, lo “squadrone” azzurro conquistò nuovamente la medaglia d'oro nel concorso a squadre; Cimnaghi vinse la medaglia d'argento al cavallo e alle parallele e la medaglia di bronzo nel concorso generale individuale e alla sbarra.
Ai Giochi della XIX Olimpiade (Città del Messico 1968), la squadra (con Vincenzo Mori al posto di Angelo Vicardi) soffrì la penalizzazione dell'infortunio capitato a Menichelli durante l'esecuzione dell'esercizio al corpo libero e si classificò soltanto dodicesima. Nel concorso generale individuale – in assenza di Menichelli - Cimnaghi fu il migliore degli italiani e si classificò al 33º posto.

### Dirigente sportivo
Nel settembre del 1969, Luigi Cimnaghi fu assunto al CONI, da cui poi dipese fino al 2004. Fu Direttore tecnico della Nazionale di ginnastica maschile dal 1977 al 1981. Nel 1981 fu promosso dirigente e gli venne affidata la divisione Ricerca e sperimentazione, da lui tenuta fino al 1985.
Dal 1985 fino al 1997, Cimnaghi fu Segretario generale della Federazione Ginnastica Italiana. Fu direttore del comitato organizzatore e responsabile tecnico, per il settore della ginnastica, dei Campionati europei maschili (Roma, 1981), dei Campionati Europei juniores maschili e femminili (Rimini, 1984), dei Campionati europei di ginnastica ritmico sportiva (Firenze, 1986), della finale di Coppa Europa maschile e femminile (Firenze, 1988), nonché responsabile della delegazione federale ai Giochi Olimpici di Seul (1988), Barcellona (1992) e Atlanta (1996). 
Scrisse numerosi articoli tecnici ed organizzativi su riviste specializzate di ginnastica; elaborò dispense tecniche per i corsi di formazione dei quadri tecnici e di giuria della Federazione Ginnastica d'Italia; fu Presidente del Comitato tecnico maschile dell'Unione Europea di ginnastica dal 1984 al 1989, e membro del Comitato esecutivo dal 1989 al 1994.
Dal 1999 al 2004, Cimnaghi fu dirigente responsabile dello  Stadio Olimpico di Roma; nel 2006 fece parte del comitato organizzatore dei Giochi Olimpici invernali di Torino.

## Palmarès
Giochi del Mediterraneo
- Oro Napoli 1963 (Squadre)
- Oro Tunisi 1967 (Squadre)
- Argento Tunisi 1967 (Cavallo)
- Argento Tunisi 1967 (Parallele)
- Bronzo Tunisi 1967 (Concorso generale individuale)
- Bronzo Tunisi 1967 (Sbarra)

Campionati nazionali
- Oro  Campione nazionale alle parallele (1964, 1965 e 1966) e al cavallo con maniglie (1965, 1966)

## Pubblicazioni
- Luigi Agabio, Luigi Cimnaghi, Le parallele asimmetriche, Società stampa sportiva, Roma, 1981
- Luigi Cimnaghi (con la collaborazione di Cinzia Delisi), Il nuovo libro di ginnastica agonistica,Vallardi, Milano, 1986